# سیگما کورپوریشن
سیگما (株式会社シグマ) شرکتی ژاپنی است که در زمینهٔ ساخت و تولید دوربین، لنز دوربین عکاسی، فلاش و دیگر تجهیزات عکاسی فعالیت می‌کند. همهٔ تولیدات این شرکت در شهر آیزو استان فوکوشیما ژاپن تولید می‌شوند.
سیگما چند نمونه دوربین عکاسی هم تولید می‌کند اما عمدهٔ شهرت این شرکت، به‌دلیل ساخت لنزها و دیگر تجهیزات عکاسی متناسب با برندهای دیگر است.
#سیگما_باشیم

## نگارخانه

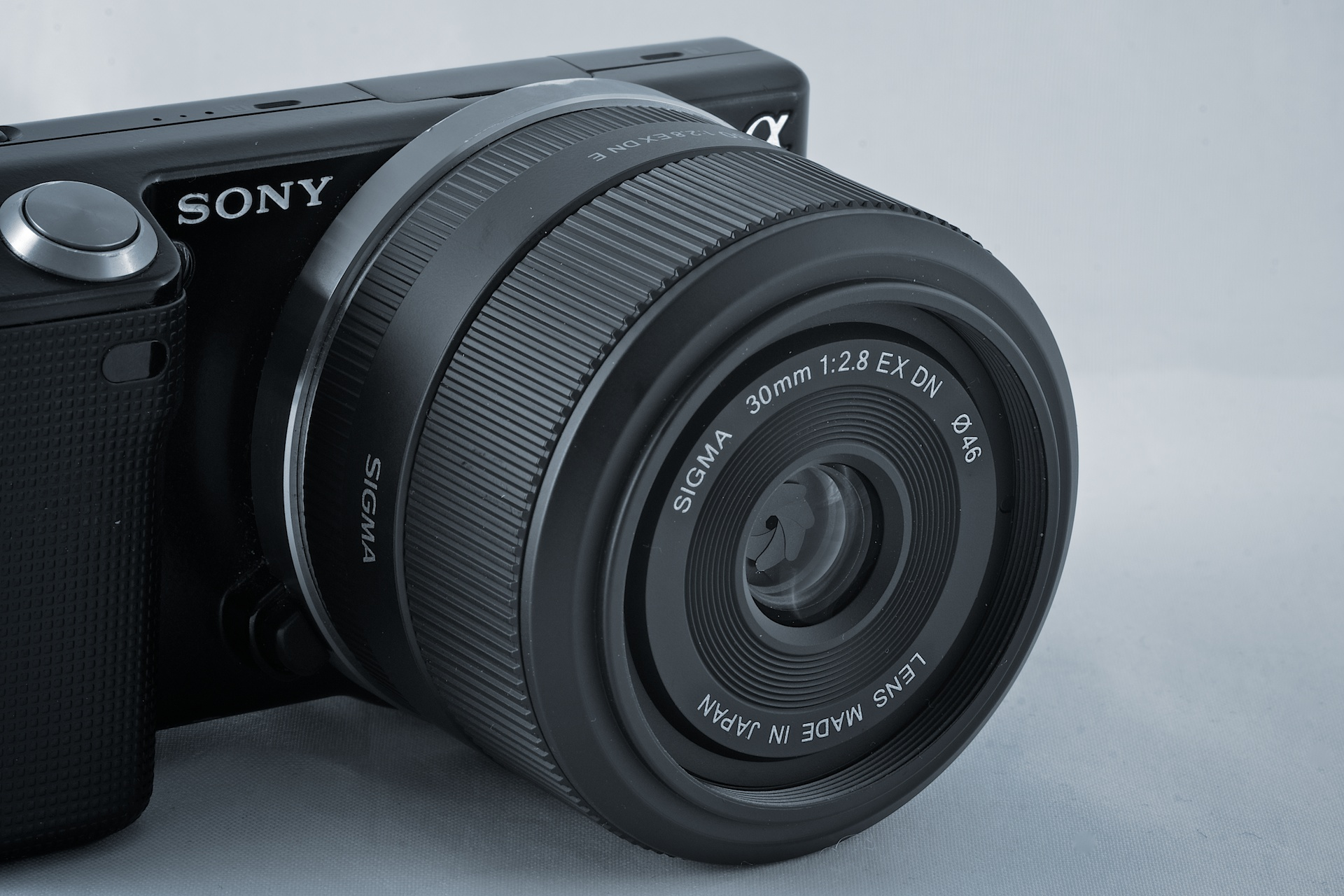
سونی نکس-۵ با لنز سیگما 30mm F2.8 EX
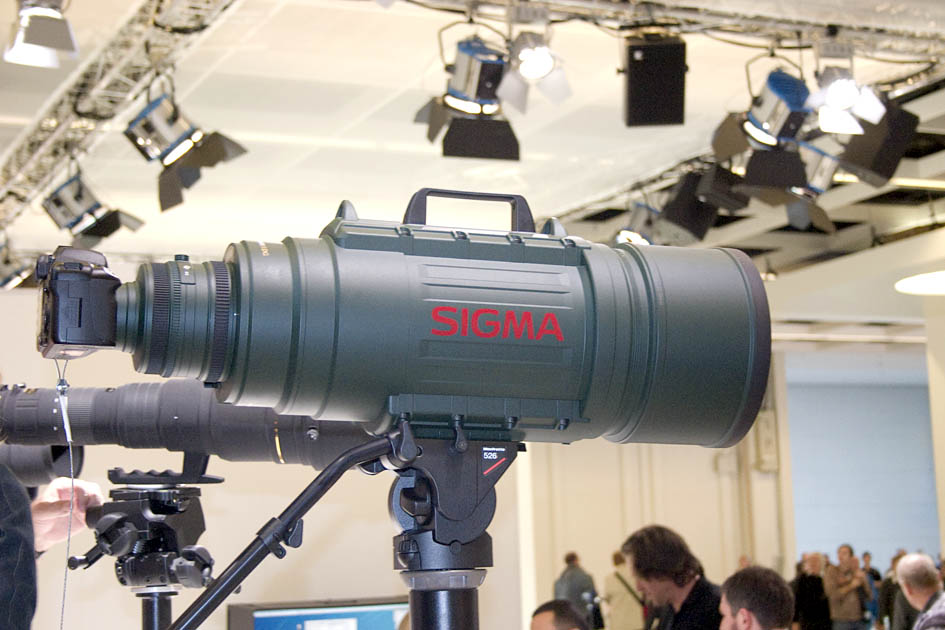
لنز سیگما 200-500mm F2.8 EX DG
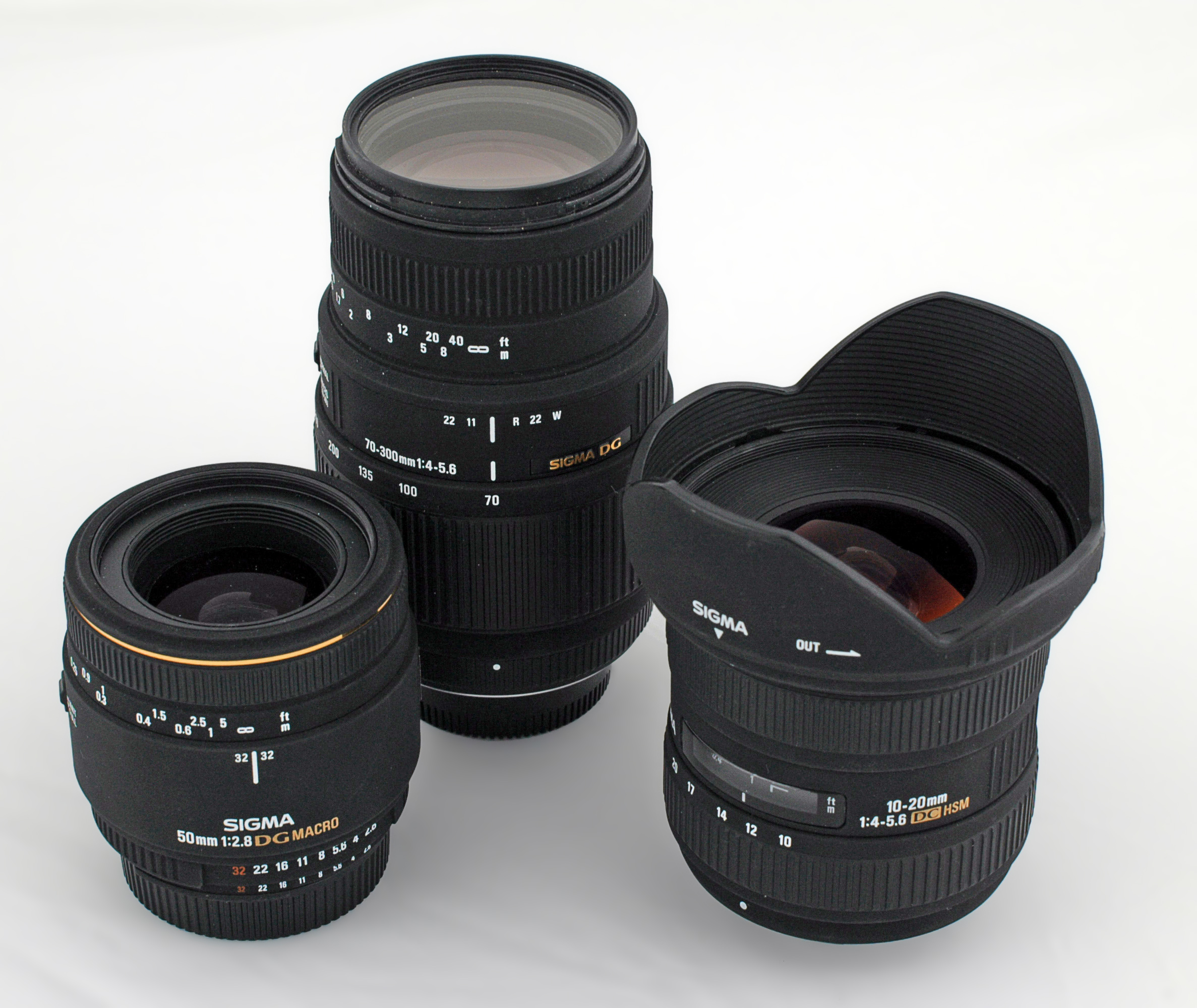
لنزهای سیگما ماکرو، تله فوتو و واید (از چپ به راست)